# Edinburg (Nowy Jork)
Edinburg – town w Stanach Zjednoczonych, w stanie Nowy Jork, w hrabstwie Saratoga.
Powierzchnia town wynosi 67,09 mi² (około 173,8 km²). W 2010 roku jego populacja wynosiła 1214 osób. W 2000 roku zamieszkiwały je 1384 osoby, a w 1990 mieszkańców było 1041.